# Schody (strongman)

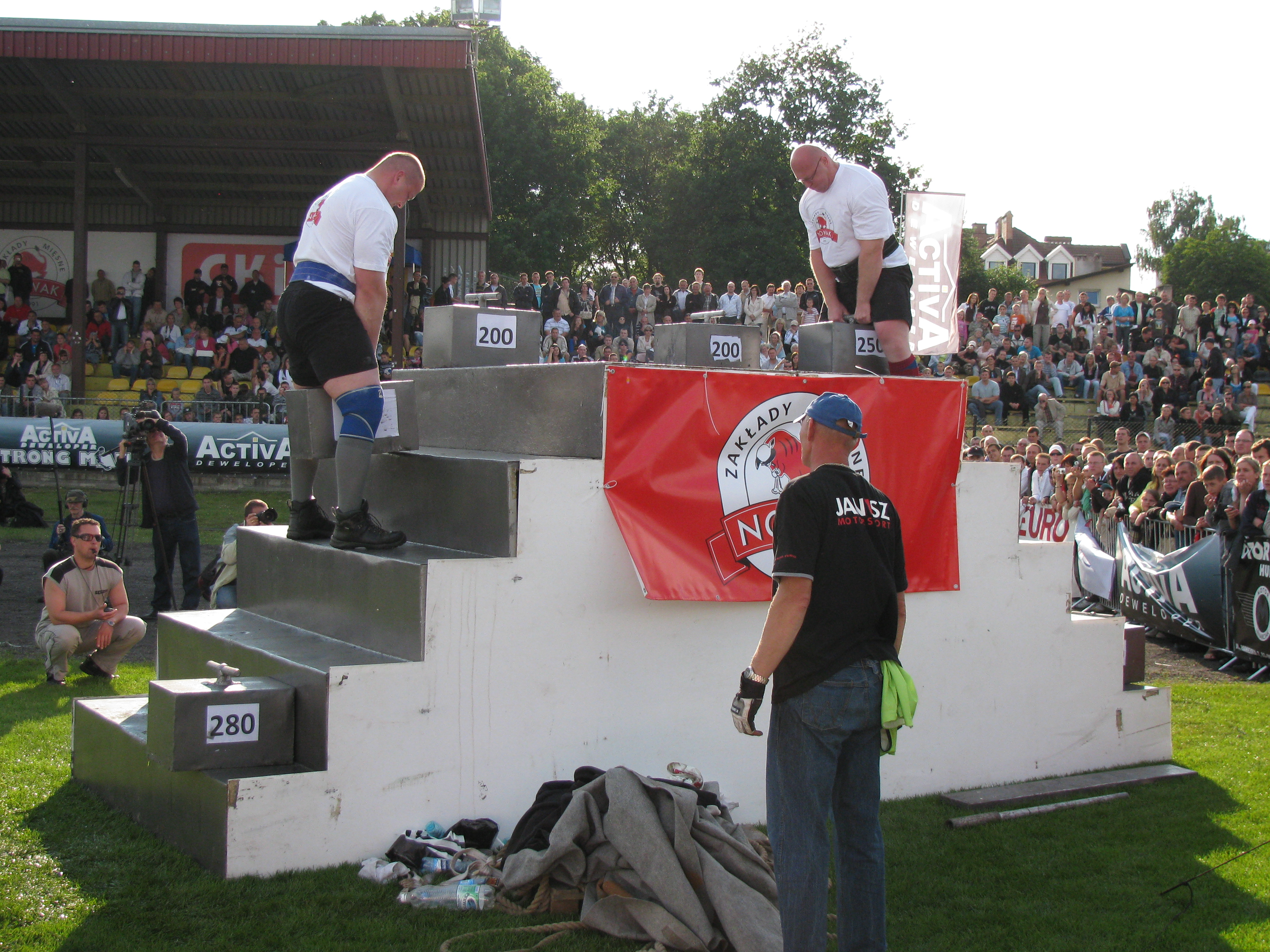
Schody równoległe, ze wzrastającym obciążeniem.

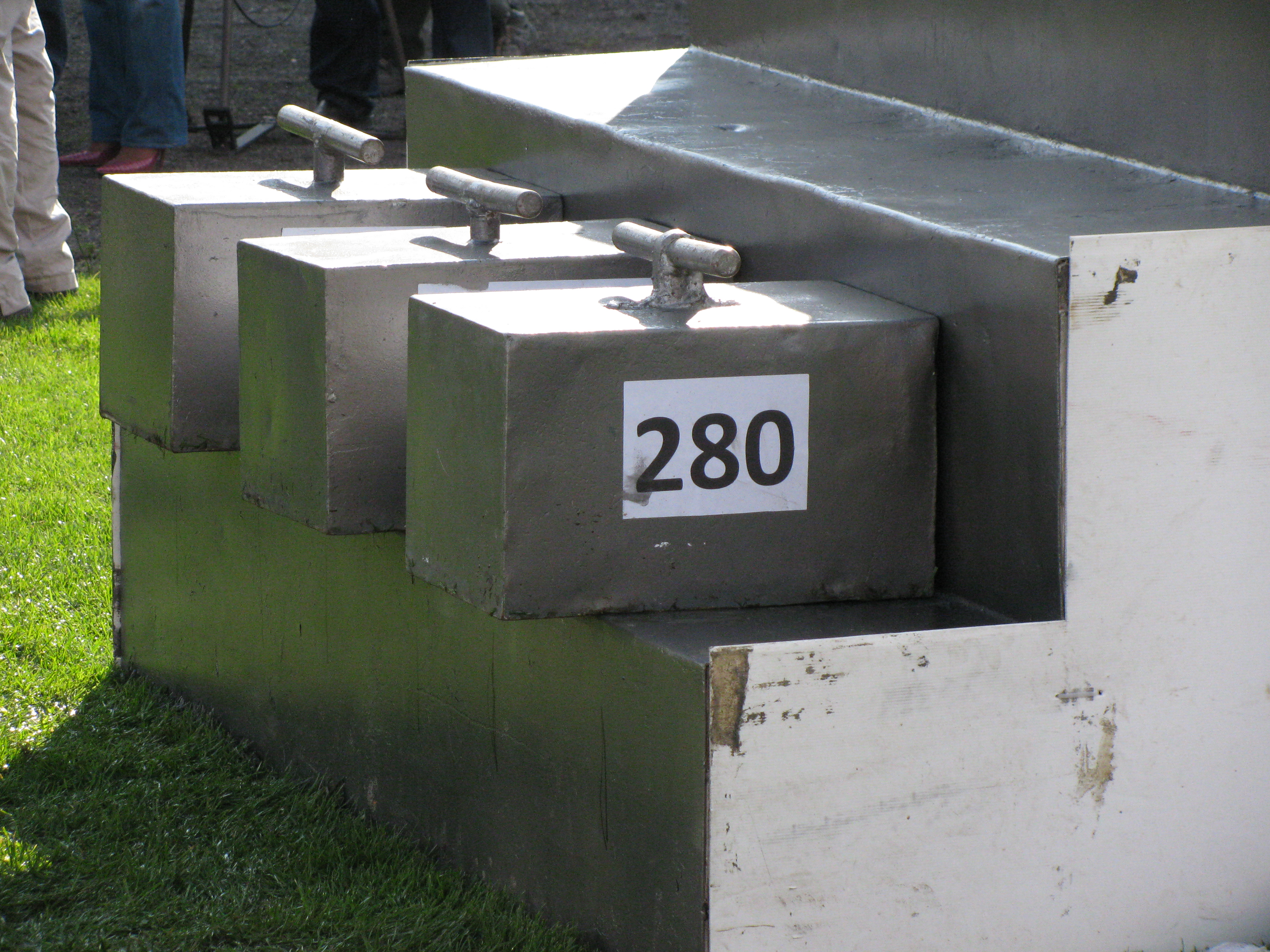
Sztabki używane w konkurencji.

Schody (ang. Power Stairs) – konkurencja zawodów siłaczy.
Zadaniem zawodnika jest wielokrotne podniesienie z podłoża ciężaru, zwanego „sztabką” i umieszczenie go na stopniach powyżej poziomu podłoża, w jak najkrótszym czasie. Konkurencja jest rodzajem martwego ciągu.
Ciężar ma formę stalowego prostopadłościanu, z uchwytami na dłonie na szczycie. Zawodnik podnosi go oburącz.
Ten rodzaj konkurencji często rozgrywany bywa podczas finału zawodów strongman.
Konkurencja jest rozgrywana w dwóch wariantach:
- W wariancie z wzrastającym obciążeniem zawodnik wnosi kilka ciężarów − pojedynczo − na wysokość kilku stopni. Ciężary mają różną masę. Po dojściu na szczyt schodów, zawodnik schodzi po kolejny ciężar. Konkurencję rozgrywa się od ciężaru najmniejszego, do największego. Przykładowe parametry konkurencji: pięć stopni, trzy ciężary (225, 250 i 275 kg), czas 75 sekund.
- W wariancie drugim, ze stałym obciążeniem, zawodnik wnosi tylko jeden ciężar, za to o dużej masie i na odcinku wielu stopni. Przykładowe parametry tego wariantu konkurencji: 23 stopnie, ciężar o masie 250 kg, czas 90 sekund.